# John de Ferrers, 4. Baron Ferrers of Chartley
John de Ferrers, 4. Baron Ferrers of Chartley (nach anderer Zählung auch 3. Baron Ferrers of Chartley) (* um 10. August 1331; † 3. April 1367 bei Nájera) war ein englischer Adliger.
John de Ferrers entstammte der englischen Adelsfamilie Ferrers. Er war der älteste Sohn von Robert de Ferrers, 3. Baron Ferrers of Chartley und dessen ersten Frau Margaret. Nach dem Tod seines Vaters 1350 erbte er dessen Besitzungen und den Titel Baron Ferrers of Chartley, wurde jedoch nie in ein Parlament berufen. Während des Hundertjährigen Kriegs kämpfte er unter Edward of Woodstock, dem Schwarzen Prinzen, in Südwestfrankreich und Spanien. Er fiel in der Schlacht von Nájera.
Ferrers heiratete nach dem 19. Oktober 1349 Elizabeth († 1375), die Witwe von Fulk Lestrange, 3. Baron Strange of Blackmere und dritte Tochter von Ralph de Stafford, 1. Earl of Stafford und von dessen zweiten Frau Margaret de Audley. Mit ihr hatte er mindestens einen Sohn, der sein Erbe wurde:
- Robert Ferrers, 5. Baron Ferrers of Chartley

Nach seinem Tod heiratete seine Witwe Reginald de Cobham, 2. Baron Cobham.